# Алмир Плиска
Алмир Плиска (Сарајево, 12. август 1987) бивши је босанскохерцеговачки фудбалер. Током каријере је играо на позицији крилног нападача.

## Успеси
ФК Сарајево
- Премијер лига Босне и Херцеговине: 2006/07.[3]